# Валентин Преда
Валентин Преда (24 травня 1985) — румунський плавець.
Учасник Олімпійських Ігор 2008 року.